# Tintim

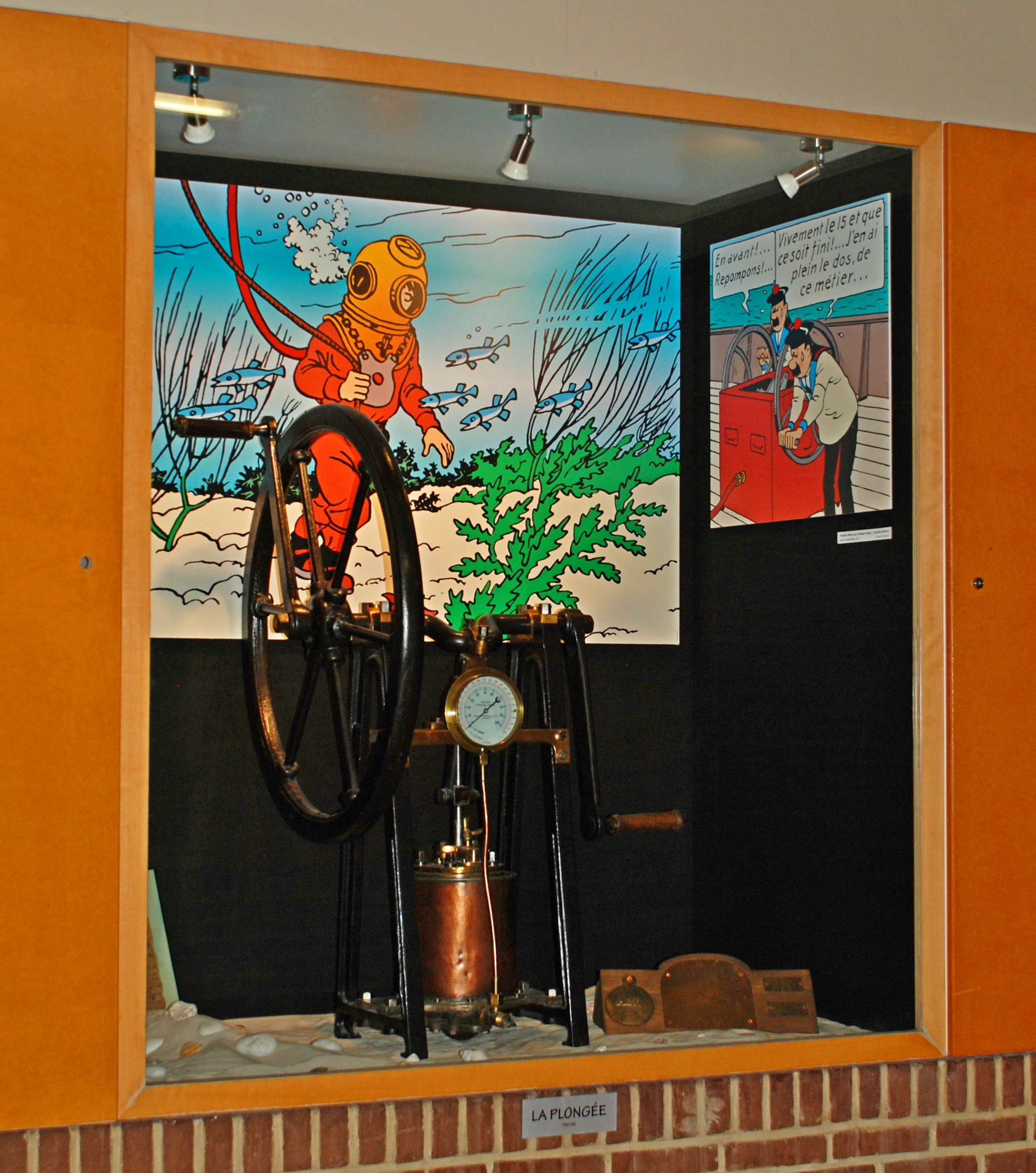
Tintim ilustrando o tema do mergulho nos corredores do Blocry Sports Centre em Louvain-la-Neuve com cenas do álbum O Tesouro de Rackham.

Tintim ou Tintin (no original francês Tintin) é o protagonista da série de ficção de banda desenhada  (português europeu) ou história em quadrinhos (português brasileiro) conhecida como As Aventuras de Tintim (Les aventures de Tintin), criada pelo quadrinista belga Hergé, o personagem estreou em 10 de janeiro de 1929 nas páginas do Le Petit Vingtième, um suplemento semanal para jovens do jornal belga Le Vingtième Siècle. Aparecendo como um jovem com rosto redondo e topete, Tintim é retratado como um repórter precoce e multitalentoso que viaja pelo mundo com seu cachorro Milu.
Desde sua criação no início do século XX, Tintim permaneceu uma figura literária popular com estátuas e murais comemorativos do personagem vistos por toda a Bélgica. Além da série de quadrinhos original, Tintim apareceu em inúmeras peças, programas de rádio, programas de televisão e longas-metragens.
A partir de 1º de janeiro de 2025, Tintim e outros personagens que aparecem nas histórias em quadrinhos de 1929 entraram em domínio público nos Estados Unidos, mas não na Bélgica natal de Hergé. No entanto, para Alain Berenboom, advogado da Fundação Hergé, segundo a Conveção de Berna, as obras de Hergé entram em dominio publico em 2034.

## Origem do nome
A teoria corrente indica que Hergé batizou o seu personagem como Tintim em homenagem ao álbum de Benjamin Rabier escrito em colaboração com Fred Isly, denominado Tintin lutin (1897). Tal teoria parece corresponder à verdade, uma vez que, para além do nome, são facilmente verificáveis algumas semelhanças existentes entre Onésime, personagem do álbum referido, e o Tintim de Hergé.
O nome Tintim aparece pela primeira vez em 1929, data que pode ser assinalada como a sua nascença gráfica.

## Caracterização da personagem
Dado que a série de quadrinhos possuiu uma existência de quase meio século, a personalidade de Tintim sofreu sutis alterações ao longo de sua evolução, embora sua caracterização tenha se mantido consistente durante todo o seu percurso. O personagem normalmente é apresentado como um jovem repórter (cuja idade vai presumivelmente da adolescência até a juventude), de espírito aventureiro e curioso, constantemente envolto em casos de investigação criminosa ou em conspirações políticas, geralmente guiado por uma personalidade descrita como nobre, audaciosa e perspicaz.
Eventualmente o personagem passa uma imagem de inocência, ainda que procure responsabilizar-se por seus atos de forma presumivelmente bastante madura (não raro criando situações em que dá "lições de moral" em outros personagens mais velhos).
Entretanto, a evolução da série em quadrinhos (que vai da década de 1930 até os anos 80) faz com que a descrição do personagem reflita a forma como a visão de mundo de seu autor (e da própria civilização ocidental, de uma forma geral) se altera, livrando-se de preconceitos ou agregando outros, de forma que o personagem possua um leve sentimento colonialista e eurocêntrico em suas primeiras histórias e passe a lutar pela independência das antigas colônias sul-americanas nas últimas histórias.
Tintim era desenhado como um garoto de pele clara e cabelos castanhos, apresentando um característico topete que viria a se tornar praticamente sua marca registrada. Em praticamente todas as suas histórias, Tintim era retratado vestindo uma blusa de lã azul e um culote bege. Porém, dependendo da região do mundo em que se encontrava, ele poderia eventualmente trajar as vestimentas típicas daquele local.

## Inspiração

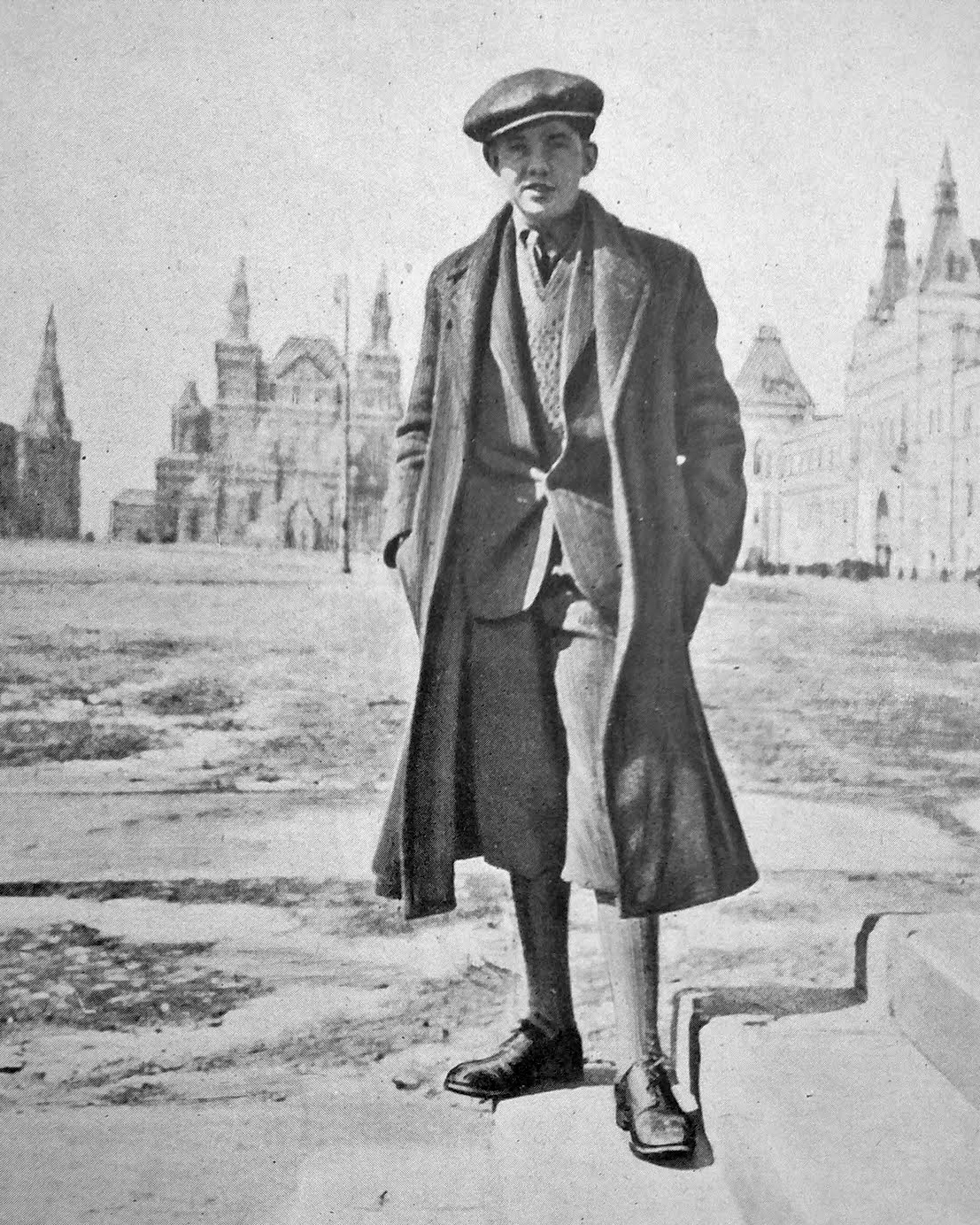
Palle Huld durante a sua viagem à volta do mundo em 1928.

A primeira versão do Tintim aparenta ter sido parcialmente inspirada no irmão mais novo de Hergé, em 1995, Paul Remi, soldado de carreira. Cansado de ser apelidado pelos colegas de "Major Tintim", Paul raspou o cabelo de forma a se assemelhar ao realizador Erich von Stroheim. Hergé usou esta nova aparência como modelo do vilão Coronel Sponsz no Caso Girassol. Embora diferentes, Tintim e Sponsz têm penteados similares.
Hergé pode também ter sido inspirado pelo ator norueguês Palle Huld, que tinha apenas quinze anos quando, patrocinado por um jornal, realizou uma viagem à volta do mundo e escreveu Um Escuteiro à Volta do Mundo. O livro descreve a sua viagem à União Soviética, América, China e África, e as aventuras por si vividas em cada região. O livro foi traduzido para onze línguas, tendo provavelmente sido lido por Hergé. A viagem foi também objeto de reportagem por jornais em todo o mundo. As semelhanças entre Tintim e Palle Huld são evidentes: na postura e forma de vestir, carisma inocente, sorriso aberto, otimismo, espírito progressista e cabelo ruivo, na viagem à volta do mundo sem família, solidão e assexualidade.
No entanto, a inspiração para a personagem de Tintim pode também ter origem num antigo colega de colégio de Hergé chamado Charles, o qual tinha adotado um estilo de calças de golfe e meias com padrão axadrezado.
As primeiras três aventuras de Tintim dão-se em regiões visitadas pelo repórter e fotógrafo Robert Sexé, citado várias vezes na imprensa belga na segunda metade da década de 1920. Janpol Schulz escreveu uma biografia de Sexé intitulada "Sexé au pays des Soviets" (Sexé no País dos Sovietes) em referência à primeira aventura de Tintim, publicada em 1996. Sexé tinha uma aparência semelhante a Tintim, e a própria Fundação Hergé admitiu que não é difícil imaginar como Hergé possa ter sido influenciado pelas explorações de Sexé.
Pouco antes da sua morte, o antigo colaborador Nazi Léon Degrelle provocou alguma controvérsia ao afirmar que a personagem de Tintim tinha sido baseada em si. Degrelle era correspondente estrangeiro do Le Vingtième Siècle, teria conhecido Hergé e lhe enviado "jornais locais em que havia tirinhas americanas. Foi assim que descobri meus primeiros quadrinhos" (Hergé, em 1975).

A alegação de que Degrelle conheceu Hergé durante o início da sua carreira de jornalista é geralmente considerada uma invenção do próprio Degrelle, célebre pela sua auto-promoção. 

## Controvérsias
As primeiras histórias de Tintim retrataram imagens polêmicas, com Tintin se envolvendo em estereótipos racistas, crueldade contra animais, violência, colonialismo, incluindo retratos etnocêntricos caricaturados de não europeus, mais notavelmente em Tintim no Congo. Mais tarde, Hergé redesenhou Tintim no Congo e procurou atenuar as partes mais polêmicas. O autor chama suas ações anteriores de "uma transgressão da minha juventude." 
Em 2007, a Comissão para a Igualdade Racial do Reino Unido pediu que o livro fosse retirado das prateleiras após uma reclamação, afirmando: "É inacreditável que hoje em dia qualquer loja considere aceitável vender e exibir Tintim no Congo". Em agosto de 2007, um estudante congolês apresentou uma queixa em Bruxelas de que o livro era um insulto ao povo congolês. Os promotores públicos investigaram e um processo criminal foi iniciado, embora o assunto tenha sido transferido para um tribunal civil. O Centro para a Igualdade de Oportunidades da Bélgica alertou contra a "reação exagerada e o hiperpoliticamente correto" 

## Os aliados
Possivelmente, o personagem da série em quadrinhos que mais esteja associado emocionalmente a Tintim seja o seu cachorro de estimação, apelidado de Milu, um fox terrier de pêlo branco. O cão acompanha o repórter desde suas primeiras histórias, demonstrando uma esperteza e uma lealdade superiores aos demais cães.
Da mesma forma, ao longo de suas histórias, Tintim colecionou uma série de aliados. Dentre todos, talvez o mais importante seja o Capitão Haddock, arquétipo do marinheiro beberrão e rabugento, mas de bom coração. Outro personagem importante foi o Professor Girassol, igualmente o arquétipo do gênio cientista/inventor das histórias de ficção, sem esquecer os Dupondt (Dupond e Dupont), membros da Interpol, fazem muitas investigações de maneira mais ou menos discreta e eficaz mas são o cúmulo da estupidez e acumulam um número impressionante de acidentes.

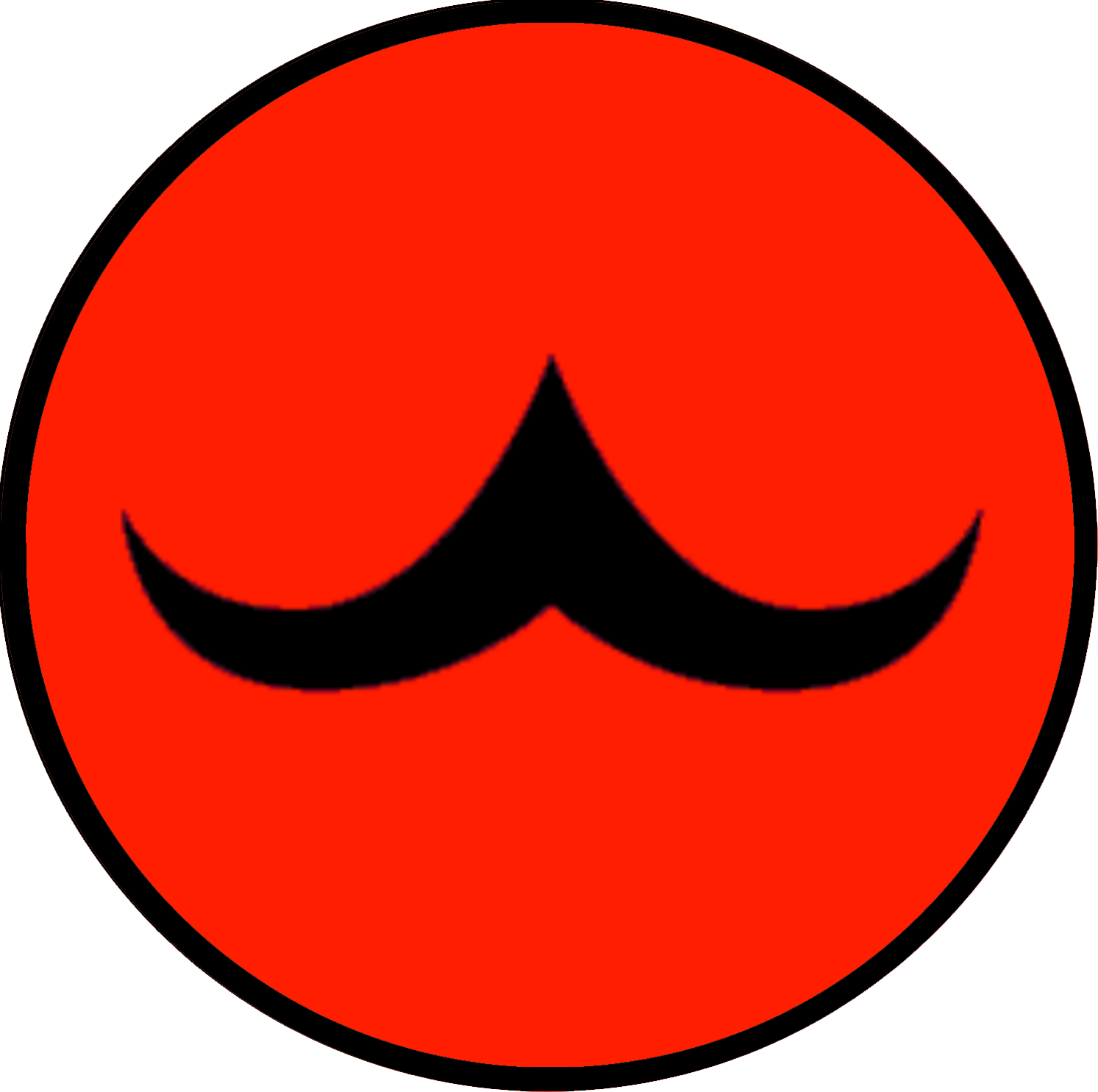
Símbolo da Bordúria.
Estreia mundial do filme As Aventuras de Tintim. Do centro para a esquerda, Steven Spielberg e a princesa Astrid da Bélgica com suas filhas.Estreia mundial do filme As Aventuras de Tintim. Do centro para a esquerda, Steven Spielberg e a princesa Astrid da Bélgica com suas filhas.